# Nanni Moretti
Giovanni Moretti, conegut com a Nanni Moretti, (Brunico, 19 d'agost de 1953) és un director, actor, productor i guionista de cinema italià.
Va néixer al Tirol del Sud perquè els seus pares s'hi trobaven de vacances però va créixer a Roma. Les seves obres es caracteritzen per la ironia i el sarcasme amb el qual aborda els llocs comuns i les problemàtiques de la joventut i per la seva aguda crítica social.

## Filmografia

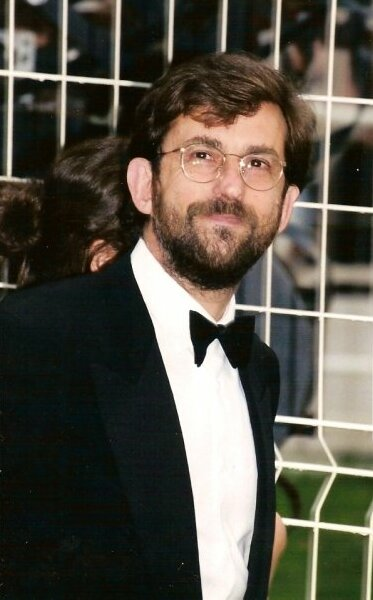
Moretti a Canes el 1999.

### Director, actor, productor

#### Curtmetratges
- La sconfitta (1973)
- Pâté de bourgeois (1973)
- L'unico paese al mondo (1994)
- Il giorno della prima di Close-Up (1996)
- The Last Customer (documentario) (2002)
- Il grido d'angoscia dell'uccello predatore - Ritagli d'Aprile (2003)
- Diario di uno spettatore (2007) (episodi de Chacun son cinéma)

#### Migmetratges
- Come parli frate? (1974)
- La cosa (1990)

#### Llargmetratges
- Io sono un autarchico (1976)
- Ecce Bombo (1978)
- Sogni d'oro (1981)
- Bianca (1983)
- La messa è finita (1985)
- Palombella rossa (1989)
- Caro diario (1994)
- Aprile (1998)
- La stanza del figlio (2001)
- Il caimano (2006)
- Habemus papam (2011)
- Mia Madre (2015)
- Tre Piani (2021)
- Il Sol dell'Avvenire (2023)

### Actor i productor
- Domani accadrà, regia di Daniele Luchetti (1988)
- Il portaborse, regia di Daniele Luchetti (1991)
- La seconda volta, regia di Mimmo Calopresti (1996)

### Actor
A part dels films que ell ha dirigit i produït, Nanni Moretti ha participat en els següents films:
- Padre padrone, dirigit per germans Taviani (1977)
- Riso in bianco: Nanni Moretti atleta di se stesso (1984)
- La seconda volta de Mimmo Calopresti (1995)
- Tre vite e una sola morte, de Raul Ruiz (1996)
- Caos tranquil, dirigit per Antonello Grimaldi (2008)

### Productor
A part de les seves pel·lícules, Nani Moretti ha produït:
- Notte Italiana, dirigit per Carlo Mazzacurati (1977)
- Te lo leggo negli occhi, dirigit per Valia Santella (2004)

## Premis
- Festival Internacional de Cinema de Canes, premi Palma d'Or 2001 per "La Stanza del figlio".[2]
- Festival Internacional de Cinema de Cannes, Premi a la millor direcció, 1994 per "Caro Diario".[3]
- Festival de cinema Europeu, premi FIPRESCI 1994 per "Caro Diario".[3]
- Festival Internacional de Cinema de Venècia, gran premi especial del jurat 1991 per "Sogni d'oro".[4]